# جف شيل
يوسف شتيفان شل المعروف باسم جف شل (أنتويرب 20 يوليو 1935 ـ بروكسل 17 أبريل 2003) هو عالم بيولوجيا جزيئية بلجيكي.
درس شل علم الحيوان وعلم الأحياء الدقيقة في جامعة خنت البلجيكية، وعمل أستاذاً بالجامعة ذاتها بين عامي 1967 و 1995، كما عمل مديراً ورئيساً لمعهد ماكس بلانك لأبحاث تهجين النباتات (بالألمانية: Institut für Züchtungsforschung)‏ في جمعية ماكس بلانك بكولونيا في ألمانيا.

## محطات في حياته الأكاديمية
- 1967 ـ 1970: أستاذ مشارك بجامعة خنت
- 1967 ـ 1988: مدير مختبر علم الوراثة العام بجامعة خنت
- 1970 ـ 1978: أستاذ بجامعة خنت
- 1978 ـ 1995: أستاذ فوق العادة بجامعة خنت
- 1978: مدير قسم المبادئ الوراثية لتحسين سلالات النبات بمعهد ماكس بلانك في كولونيا
- 1980: أستاذ شرفي بجامعة كولونيا
- 1985: عضو بالأكاديمية الألمانية بالعلوم (ليوبولدينا)
- 1985: عضو بالأكاديمية الوطنية الأمريكية للعلوم
- 1987: عضو بأكاديمية علوم شمال الراين فستفاليا في دوسلدورف
- 1988: عضو بالأكاديمية الهندية للعلوم
- 1989: عضو بالأكاديمية الأوروبية بلندن
- 1989: عضو أجنبي بالأكاديمية الملكية السويدية للعلوم في ستكهولم
- 1990: عضو بالأكاديمية الملكية للعلوم والآداب والفنون الجميلة في بلجيكا
- 1992: أستاذ زائر بالكوليج دو فرانس
- 1993: عضو بأكاديمية الفنون والعلوم في كامبريدج بولاية ماساتشوستس الأمريكية.
- 1993: عضو بالأكاديمية المجرية للعلوم
- 1994 ـ 1998: أستاذ كرسي البيولوجيا الجزيئية للنباتات بالكوليج دو فرانس

## أبحاثه
كان شل رائداً في علم الوراثة، وتركز جانب كبير من أبحاثه حول التفاعل بين النباتات والكائنات الدقيقة التي تعيش في التربة. اشترك مع زميله مارك فان مونتاغو في اكتشاف آلية انتقال المورثات (الجينات) بين البكتيريا الأجرعية (بالإنجليزية: Agrobacterium)‏ والنباتات لإنتاج نباتات مهجنة، وهي الآلية التي أفادت في تطوير استخدام البكتيريا الأجرعية في الهندسة الوراثية لنقل المورثات إلى النباتات. كما اشترك شل مع فان مونتاغو سنة 1982 في تأسيس شركة «بلانت جينيتك سيستمز» (بالإنجليزية: Plant Genetic Systems)‏ المتخصصة في التقنية الحيوية في بلجيكا، والتي صارت جزءاً من مجموعة شركات باير كروبساينس (بالإنجليزية: Bayer CropScience)‏ منذ سنة 2002.

## الجوائز والتكريم
- 1979: جائزة فرانكي (بلجيكا)
- 1985: ميدالية مندل (الأكاديمية الألمانية للعلوم)
- 1985: جائزة أوتو باير (مؤسسة أوتو باير)
- 1985: جائزة ألكسندر دو هومبولت من وزارة البحث العلمي والتقنية (فرنسا) ومؤسسة ألكسندر فون هومبولت.
- 1987: جائزة رانك للتغذية (بريطانيا العظمى)
- 1987 و 1988: جائزة أي بي إم للعلوم والتقنية في أوروبا
- 1990: جائزة وولف الزراعية (إسرائيل)
- 1990: جائزة الأكاديمية الأسترالية للعلوم
- 1990: جائزة شارل ليوبولد ماير (أكاديمية العلوم، باريس)
- 1992: ميدالية هانسن الذهبية (مؤسسة إميل كريستيان هانسن في كوبنهاغن)
- 1992: ميدالية محاضرة فيودور لينين (منتدى ميامي الشتوي)
- 1992: جائزة مؤسسة ماكس بلانك
- 1992: الدكتوراه الفخرية من جامعة لوي باستير في ستراسبورغ
- 1994: الدكتوراه الفخرية من الجامعة العبرية في القدس
- 1995: محاضرة تشيميردا بجامعة ولاية بنسلفانيا (الولايات المتحدة الأمريكية)
- 1995: ميدالية فيلهلم إكسنر (فيينا، النمسا)
- 1996: رشح عضواً شرفياً لجمعية تهجين النباتات في غوتينغن
- 1996: ميدالية السير هانس كريبس من اتحاد جمعيات الكيمياء الحيوية الأوروبية (برشلونة، إسبانيا)
- 1997: دكتوراه فخرية في فلسفة العلوم من جامعة تل أبيب
- 1997: الميدالية الذهبية الكبرى من أكاديمية العلوم الفرنسية بباريس.
- 1998: جائزة اليابان للتقنية الحيوية في مجال العلوم الزراعية من مؤسسة العلوم والتقنية اليابانية (مناصفة مع مارك فان مونتاغو)

كما كرم بوسام ليوبولد من رتبة ضابط، ومنح لقب بارون من الملك ألبير الثاني ملك بلجيكا سنة 1994.

## وفاته
توفي شل في بروكسل يوم 17 أبريل 2003.

## وصلات خارجية
- مقال تأبين ليوسف شل (بالفرنسية)